# Smithornis
Smithornis Bonaparte, 1850 è un genere di uccelli passeriformi della famiglia degli Eurilaimidi.

## Descrizione
Le specie ascritte al genere sono uccelli massicci, dalla testa grossa e allungata, muniti di grandi occhi e di un largo becco leggermente uncinato in punta: la livrea è piuttosto sobria, dominata dai toni del bruno, con area ventrale biancastra (o comunque più chiara) e area cefalica nera o comunque più scura. Le specie S. sharpei e S. rufolateralis presentano inoltre aree bruno-rossicce ai lati del petto.

In questi uccelli è presente dimorfismo sessuale nella colorazione, che nella femmina è più sbiadita.

## Distribuzione e habitat
Questi uccelli sono diffusi in un ampio areale, che abbraccia la maggior parte dell'Africa subsahariana, dalla Sierra Leone al corno d'Africa e a sud fino al Capo di Buona Speranza. Il loro ambiente naturale è rappresentato dalla foresta pluviale, nella cui volta passano la maggior parte della propria esistenza.

## Tassonomia
Al genere vengono ascritte tre specie:
- Smithornis capensis (Smith, 1839) - beccolargo africano
- Smithornis rufolateralis Gray, 1864 - beccolargo africano dai fianchi rossicci
- Smithornis sharpei Alexader, 1903 - beccolargo africano testagrigia

Il genere è l'unico della sottofamiglia Smithornitinae nell'ambito della famiglia degli eurilaimidi: secondo alcuni, esso farebbe parte di una famiglia a sé stante, quella dei Calyptomenidae, da condividere con le specie asiatiche del genere Calyptomena.